# Boyland
Boyland – miasto w Australii, w stanie Queensland.